# Shuanghekou Shuiku
Shuanghekou Shuiku (kinesiska: 双河口水库) är en reservoar i Kina. Den ligger i storstadsområdet Chongqing, i den sydvästra delen av landet, omkring 110 kilometer väster om det centrala stadsdistriktet Yuzhong. Trakten runt Shuanghekou Shuiku består till största delen av jordbruksmark.
Genomsnittlig årsnederbörd är 1 416 millimeter. Den regnigaste månaden är september, med i genomsnitt 262 mm nederbörd, och den torraste är december, med 15 mm nederbörd.